# Dāduša-Stele

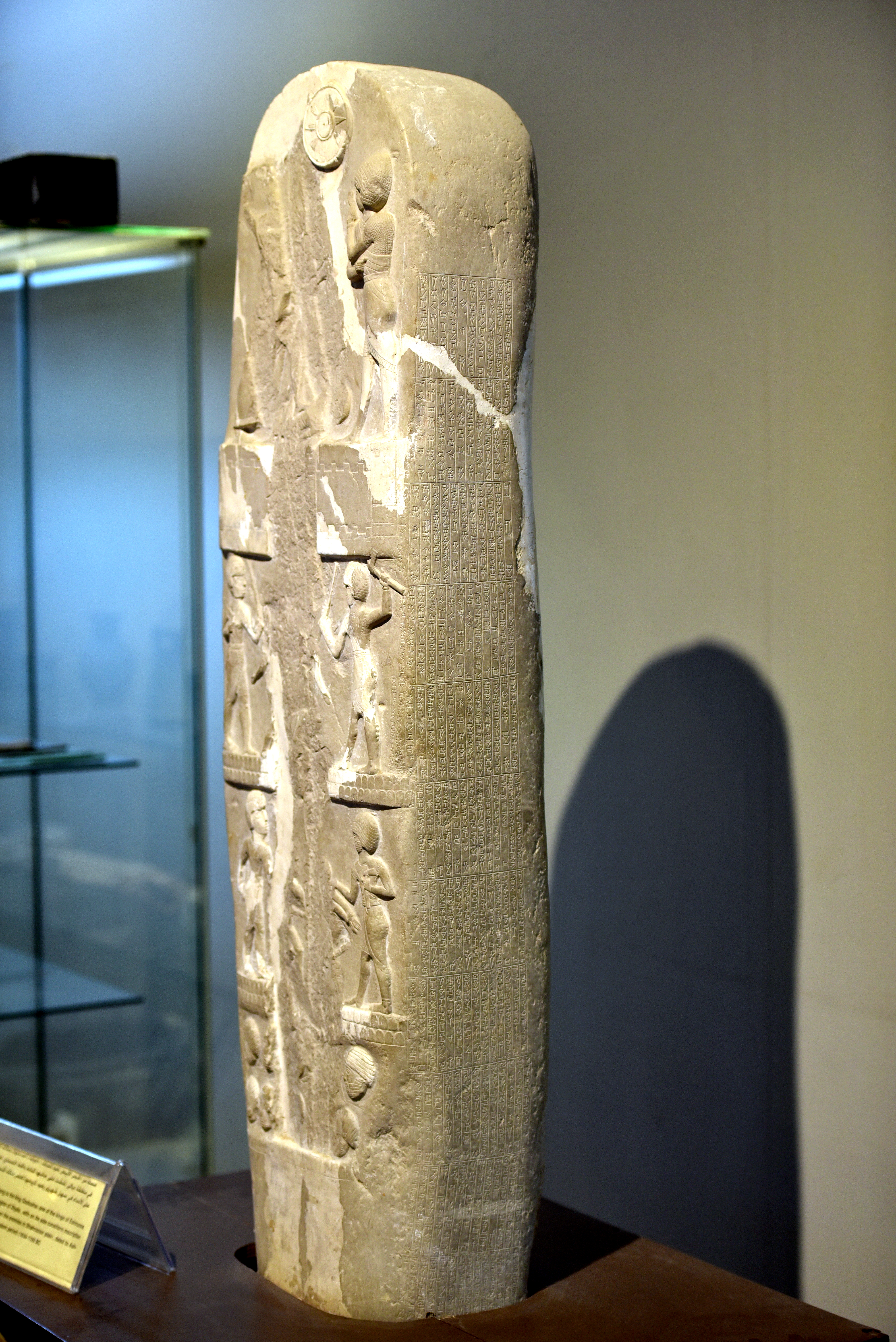
Dāduša-Stele

Die Dāduša-Stele ist ein 1983 bei Bohrarbeiten für einen Brunnenschacht bei Tell Asmar gefundener Bildträger aus dem frühen 18. Jahrhundert v. Chr. Sie befindet sich heute im Irakischen Nationalmuseum in Bagdad (IM 95200). Die Stele trägt auf ihrer Schauseite eine vierregistrige Darstellung, auf ihren Seiten ist eine akkadische Inschrift eingemeißelt. Der zufolge wurde die Stele von König Dāduša dem Wettergott Adad geweiht. Eine Besonderheit ist dabei, dass sich die Inschrift auf die bildliche Darstellung direkt bezieht, was für altorientalische Stelen eher unüblich ist.

## Äußere Gestalt
Durch die Bohrarbeiten wurde die Stele mit einer 10–15 cm breiten, von oben nach unten verlaufenden Zerstörung auf der Frontseite beschädigt. Sie besteht aus Kalkstein und ist 1,80 m hoch, 37 cm breit und 18,5 cm tief. Die Darstellungen auf dem Monument beschränken sich auf das obere Dreiviertel der Stele, während das untere Viertel zapfenförmig ist und somit vermutlich in eine Fassung eingesteckt war. Ihr Standort war vermutlich der Tempel des Wettergottes.

## Bildregister
Die bildlichen Darstellungen finden eine Entsprechung in der Mardin-Stele Šamši-Adads I. Das oberste Bildregister zeigt eine schematische Darstellung einer Stadt, über welcher drei Figuren dargestellt sind: Eine triumphierende Person steht mit dem linken Fuß auf einer besiegten Gestalt und holt mit einer Waffe im rechten Arm zum Schlag aus. Rechts davon befindet sich eine dritte, nach links gewandte Person. Über dieser Szene befindet sich ein astrales Göttersymbol. Das zweite Register zeigt einen Kampf zwischen vier männlichen Figuren, dieser findet in einem durch ein Schuppenmuster angedeuteten bergigen Gelände statt. Im dritten Register ist die Demütigung und Abführung der besiegten Gegner zu sehen. In der untersten Szene sind zehn Männerköpfe über einem Schuppenmuster dargestellt; darüber fliegen drei Geier, von denen zwei sich an den Köpfen zu schaffen machen.

## Inschrift
Die Stele ist auf den beiden Schmalseiten mit insgesamt 220 Zeilen in 17 Kolumnen beschriftet. Darin beschreibt König Dāduša, Sohn des Ipiq-Adad II., seinen Sieg über Bunu-Ištar von Arbela. Das eroberte Land jedoch schenkt Dāduša an Šamši-Adad I. von Ekallatum. Ebenso erwähnt wird die Gründung der Stadt Dur-Dāduša am Tigris. Weiterhin beschreibt die Inschrift die Aufrichtung der Stele im Etemenursag, dem Tempel des Adad, des persönlichen Gottes Dādušas. Die üblichen Fluchformeln beschließen den Text.